# اف‌ام‌ای آی‌ای‌ایی ۳۳ پولکی-۲
اف ام ای آی ای ایی-۳۳ پولکی ۲ (به اسپانیایی: FMA IAe 33 Pulqui II) (Pulqui به زبان بومی ماپوچه به معنای پیکان می‌باشد) یک هواپیمای جنگنده جت بود که توسط کورت تانک در اواخر دهه ۱۹۴۰ در آرژانتین، در دوران دولت پرون طراحی شد و توسط فابریکا میلیتار دی آویونس (اف.ام. ای) تولید شد. این هواپیما یادآور بسیاری از عناصر طراحی پروژه محقق نشده در دوران جنگ جهانی دوم، فوک-ولف ت.آ ۱۸۳ بود.
(اف.ام. ای) توسعه آی ای ایی ۳۳ پولکی-۲ را به عنوان جایگزینی برای جنگنده گلاستر متئور در نظر گرفته بودکه پس از جنگ جهانی دوم به خدمت نیروی هوایی آرژانتین درآمده بود. توسعه پولکی-۲ نسبتاً مشکل ساز و زمان بر بود، به نحوی که دو فروند از چهار نمونه اولیه در حوادث مرگبار از دست رفتند.
با وجود به‌کارگیری موفقیت‌آمیز یکی از نمونه‌های اولیه در عملیات نظامی در ۱۹۵۵ و در طی انقلاب آزادیبخش (به اسپانیایی: Revolución Libertadora)، پروژه با چالش‌های سیاسی، اقتصادی و فنی مواجه شد به این معنی بود که آی ای ایی ۳۳ قادر به دستیابی به اهداف برنامه‌ریزی شده خود نبود؛ لذا دولت آرژانتین در نهایت تصمیم گرفت به جای ادامه دادن به توسعه جنگنده بومی، جنگنده
اف-۸۶ را از ایالات متحده آمریکا خریداری نماید.

## جستارهای وابسته

The design elements of the IAe 33 Pulqui II

## مشخصات (نمونه‌های اولیه سوم و چهارم)

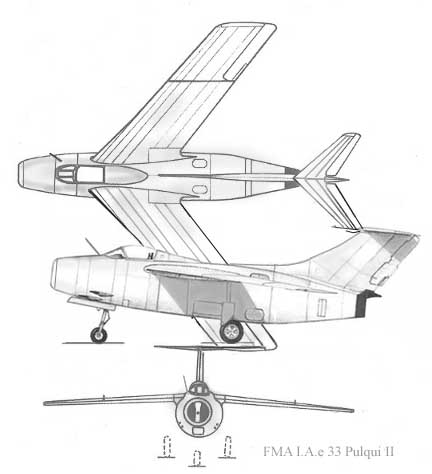
طرح سه نمای جنگنده آی ای ایی ۳۳ پولکی-۲.

داده‌ها از "Pioneers & Prototypes: Pulqui, Pulqui II and IA-37/48."
ویژگی‌های عمومی
- خدمه: یک
- طول: ۱۱٫۶۸ متر (۳۸ فوت ۴ اینچ)
- پهنای بال: ۱۰٫۶ متر (۳۴ فوت ۹ اینچ)
- ارتفاع: ۳٫۵ متر (۱۱ فوت ۶ اینچ)
- مساحت بال‌ها: ۲۵٫۱ متر مربع (۲۷۰ فوت مربع)
- وزن خالی: ۳٬۷۳۶ کیلوگرم (۸٬۲۳۶ پوند)
- وزن ناخالص: ۶٬۷۹۳ کیلوگرم (۱۴٬۹۷۶ پوند)
- ظرفیت سوخت: داخلی (۳٬۲۱۵) لیتر (۸۲۵ گالن آمریکایی)
- پیشرانه: ۱ عدد توربوجت رولز-رویس نن-۲, ۲۲٫۶۹ کیلونیوتن (۵٬۱۰۰ پوند-نیرو) thrust

عملکرد
- حداکثر سرعت: ۱٬۰۸۰ کیلومتر بر ساعت (۶۷۰ مایل بر ساعت، ۵۸۰ گره)
- سرعت کروز: ۹۵۴ کیلومتر بر ساعت (۵۹۳ مایل بر ساعت، ۵۱۵ گره)
- بُرد: ۳٬۰۹۰ کیلومتر (۱٬۹۲۰ مایل، ۱٬۶۷۰ مایل دریایی)
- مداومت پروازی: ۲ ساعت و ۵۰ دقیقه
- حداکثر ارتفاع: ۱۵٬۰۰۰ متر (۴۹٬۰۰۰ فوت)
- نرخ صعود: ۲۵٫۵ متر بر ثانیه (۵٬۰۲۰ فوت بر دقیقه)
- نیرو/وزن: ۰٫۴۲ با ۵۰٪ سوخت/۰٫۳۴ با حداکثر سوخت داخلی

تسلیحات

- اسلحه‌ها: ۴ قبضه توپ ۲۰ میلیمتر (۰٫۷۹ اینچ) Hispano-Suiza HS.404

## Further reading
- Burzaco, Ricardo. Las Alas de Perón (Wings of Perón) (به اسپانیایی). Buenos Aires: Artes Gráficas Morello, 1995. شابک ‎۹۸۷−۹۵۶۶۶−۰−۲.
- Cespedes, Marcelo, producer and Fernández Mouján, Alejandro, director. Pulqui, Un instante en la Patria de la Felicidad (Alternative title: Pulqui, A Moment in the Native Land of Happiness) (video documentary) (به اسپانیایی). Buenos Aires: Cine Ojo, 2007.
- Benedetto, Fernando (2012).  Núñez Padin, Jorge Felix (ed.). I.Ae-27 Pulqui I & I.A. -33 Pulqui II. Serie Fuerza Aérea (به اسپانیایی). Vol. 22. Bahía Blanca, Argentina: Fuerzas Aeronavales. ISBN 978-987-1682-18-8.